# Die Straße (Kirchner)
Die Straße ist der Titel eines Gemäldes des Malers Ernst Ludwig Kirchner aus dem Zyklus der Straßenszenen. Es stammt aus dem Jahr 1913 und ist gegenwärtig im Bestand des Museum of Modern Art, New York. 

## Beschreibung
Zentral im Bild sind zwei gut gekleidete Kokotten, umgeben von einer Vielzahl Männer, die durch eine Großstadtstraße flanieren. Sehr deutlich ist die Reihung ein und desselben Mannes in verschiedenen Haltungs- und Bewegungsabläufen. So wird der nach rechts gewandte und in ein Schaufenster guckende Mann im Vordergrund durch vier den Frauen zugewandte Figuren im rechten Hintergrund und weitere fünf verschwimmende Figuren im linken Hintergrund wiederholt. Die Männer im Bild sind sämtlich mit hohem Hut und schwarzem Mantel dargestellt. Die kontrastreiche, teils schrille Farbgebung und die Perspektive eines gekippten Aufbaus vermitteln zugleich den Zauber wie die Verunsicherung und Unstabilität im Stadtleben.

## Provenienz
Das Gemälde wurde 1920 von der Galerie Schames, Frankfurt am Main an die Berliner Nationalgalerie verkauft und im Kronprinzenpalais ausgestellt. Am 7. Juli 1937 beschlagnahmte das Reichsministerium für Volksaufklärung und Propaganda das Bild im Rahmen der Aktion „Entartete Kunst“ und stellte es in der gleichnamigen Schmähausstellung zunächst bis November 1937 in München und anschließend auf den Wanderausstellungen in Berlin, Leipzig, Düsseldorf und Salzburg aus. Ab Oktober 1938 wurde es im Depot Schloss Schönhausen gelagert und im Februar 1939 über den Kunsthändler Karl Buchholz an das Museum of Modern Art in New York verkauft, zu dessen Bestand es seitdem gehört.